# The Sun (Lowell)
The Sun es un periódico diario con sede en Lowell, Massachusetts, Estados Unidos, que sirve a ciudades de Massachusetts y New Hampshire en el área de Greater Lowell y alrededores. A partir de 2011, su circulación diaria promedio fue de aproximadamente 42 900 copias. El periódico, a menudo llamado The Lowell Sun para distinguirlo de otros periódicos con nombres similares, ha sido propiedad desde 1997 de MediaNews Group de Colorado.